# 诺姆·埃尔奇斯
诺姆·埃尔奇斯（英語：Noam Elkies，1966年8月25日—）是美國數學家和哈佛大學數學教授。 他在26歲時成為哈佛大學最年輕的教授。 他還是國際象棋大師和作曲家。

## 早年
埃爾基斯在紐約市參加了史岱文森高中了三年。
直到1982年畢業。 1981年，年僅14歲的他在第22屆國際數學奧林匹克上獲得了金牌，滿分為42分， 有史以來最年輕的國際數學奧林匹克參加者名單之一。 他繼續參加哥倫比亞大學，並在16歲零四個月大的時候贏得了威廉·羅威爾·普特南數學競賽，使他成為在歷史上最年輕的普特南研究員(Putnam Fellows)。 在大學期間，他又兩次當選普特南研究員。 他獲得了博士學位。 1987年在哈佛大學的本尼迪克特·格羅斯和巴里·馬祖的監督下。
從1987年到1990年，他是哈佛學會的初級研究員。